# Легування (електроніка)

N-допування фосфором кремнію

Легува́ння, допува́ння (англ. doping) — процес додавання контрольованих домішок до напівпровідника. Процес базується на властивості напівпровідників, що робить їх найкориснішими для розробки електронних пристроїв: їхню електропровідність можна легко змінити шляхом введення домішок в їх кристалічну решітку. Певна кількість домішок, або дифузантів, доданих до бездомішкового (чистого) напівпровідника, змінює його провідність.